# Hong Ok-Song
Hong Ok-Song (16 de febrero de 1984) es una deportista norcoreana que compitió en judo. Ganó dos medallas en los Juegos Asiáticos en los años 2002 y 2006, y dos medallas en el Campeonato Asiático de Judo en los años 2004 y 2007.

## Palmarés internacional
| Juegos Asiáticos    | Juegos Asiáticos      | Juegos Asiáticos  | Juegos Asiáticos |
| Año                 | Lugar                 | Medalla           | Categoría        |
| ------------------- | --------------------- | ----------------- | ---------------- |
| 2002                | Busan (Corea del Sur) | Medalla de oro    | –57 kg           |
| 2006                | Doha (Catar)          | Medalla de bronce | –57 kg           |
| Campeonato Asiático |                       |                   |                  |
| Año                 | Lugar                 | Medalla           | Categoría        |
| 2004                | Almatý ( Kazajistán)  | Medalla de bronce | –63 kg           |
| 2007                | Kuwait (Kuwait)       | Medalla de bronce | –63 kg           |